# Zionskirche (Worpswede)

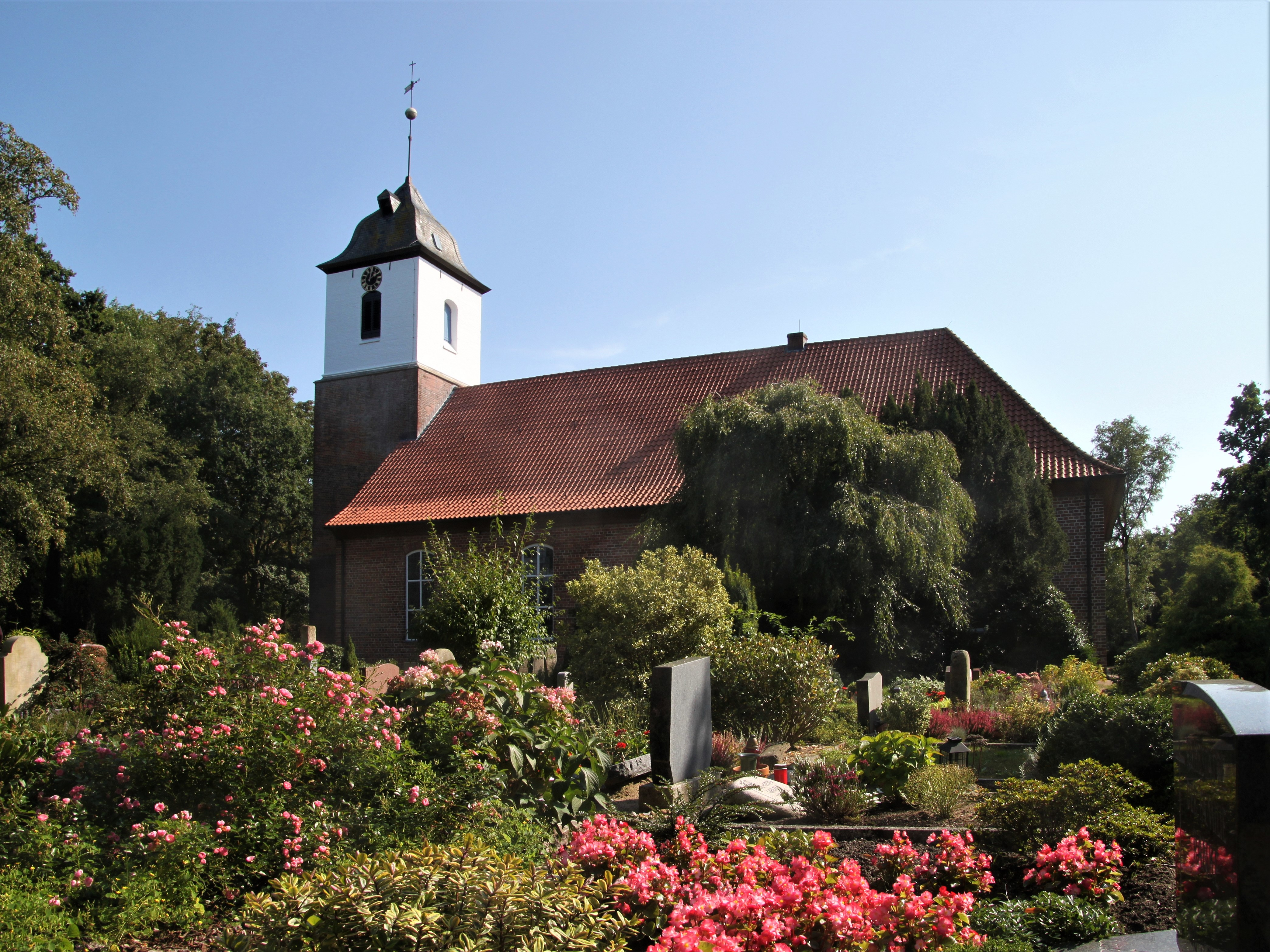
Zionskirche von Norden inmitten des Friedhofs, 2020

Die Zionskirche (niederdeutsch Zionskark) ist eine evangelisch-lutherische Pfarrkirche im niedersächsischen Worpswede. Die Kirche ist im Eigentum der evangelisch-lutherischen Kirchengemeinde Worpswede in der Evangelisch-lutherischen Landeskirche Hannovers. Die Kirche, gelegen inmitten des Kirchfriedhofs am Weyerberg, wurde 1759 fertiggestellt und ist eine Landmarke im Teufelsmoor.
Das Gebäude und der Friedhof stehen unter Denkmalschutz (siehe auch Liste der Baudenkmale in Worpswede).

## Geschichte
Im Zuge der Moorkolonisation gründeten Kolonisten um Worpswede, das selbst auf und am sandigen Weyerberg gelegen älteren Ursprungs ist, manches neue Dorf, wie Neu Sankt Jürgen, Wörpedorf, Heudorf und Eickedorf, und vergrößerten das Kirchenvolk in der Gegend, sodass der brem-verdensche Generalsuperintendent Johann Hinrich Pratje 1751 den Bau einer Kirche für notwendig erachtete. „Sollten die vier neuen Dörfer nicht gänzlich verwildern und eine Nation erzeugen, die außer dem Namen wenig Christliches an sich hat und die größten Bosheiten zu begehen fähig wäre, so wird für notwendig erachtet, eine neue Kirche zu bauen, die den Moorbauern räumlich näher liegt.“
Mit der Kirche war auch ein Friedhof anzulegen, denn bei winterlichen und anderen gelegentlichen Überschwemmungen war die Geest für die Moorbauern unerreichbar und so blieben die Leichen ihrer Verstorbenen mitunter bis zu drei Wochen in den Häusern, bevor sie auf dem Friedhof von St. Willehadi in Scharmbeck, zu dessen Parochianen sie zählten, beigesetzt werden konnten. Auch war bei den weiten Wegen eine christliche Unterweisung der Moorbauern nicht möglich, deren Verrohung somit in den Augen der Kirchenoberen quasi vorprogrammiert.
Am 30. August 1755 beschloss die kurhannoversche Domänenkammer die Kirche zu errichten und legte fest, dass diese kein unnützer Schmuck zu zieren habe. Jürgen Christian Findorff, der als Landvermesser bei Oberlandbaumeister Otto Heinrich von Bonn an Moorkolonisationen mitwirkte, hatte entsprechende Pläne eingereicht, doch die wurden verworfen und er errichtete den Bau nach den Plänen Johann Paul Heumanns, kurhannoverscher Oberhofbaumeister unter König und Kurfürst Georg II. August von Großbritannien und Hannover. Als summus episcopus der kurhannoverschen Generaldiözese Bremen-Verden, zu der die Kirchengemeinde gehörte, steuerte er 3.880,- Taler Courant Bauzuschuss aus seiner Privatschatulle bei. Die Wahl des Standorts fiel auf den Weyerberg, der dank Höhe vor Hochwasser sicher und sandigem Boden als Friedhof geeignet war, wohingegen Moorboden Leichen eher konserviert.
Die Kirche entstand zwischen 1757 und 1759 während der langwierigen Kriegshandlungen von Großem Krieg fürs Empire (1754–1763) in Nordamerika und Siebenjährigem Krieg (1756–1763), womit sie auf Europa übergriffen und die in britisch-hannoverscher Personalunion verbundenen Monarchien mit Soldaten im Einsatz personell und Rüstungsaufwand und Kriegsschäden materiell einspannten, wie sie auch für die Bewohner Bremen-Verdens mit Brandschatzungen, Rekrutionen und Einquartierungen von britischem Freund und französischem Feind einhergingen und das Land verheerten.

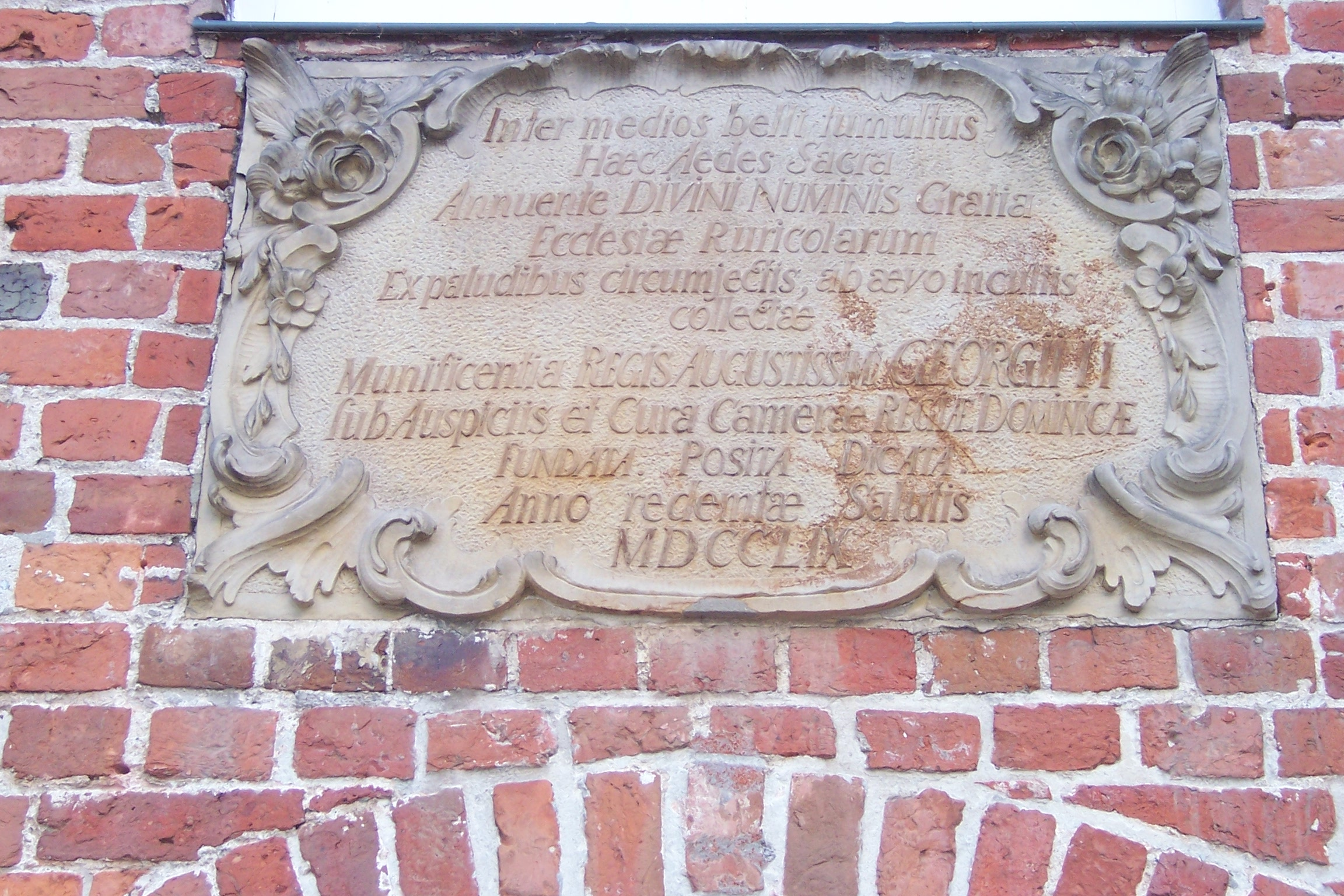
Tafel in Latein zu Ehren Georg II. August als Bauherr, eingelassen über dem Nordeingang

Daran erinnert die Tafel über dem Eingang zur eigentlichen Hallenkirche mit folgender lateinischer Inschrift:
Inter medios belli tumultus | Haec Aedes Sacra | Annuente DIVINI NUMINIS Gratia | Ecclesiæ Ruricolarum | Ex paludibus circumjectis, ab ævo incultis | collectæ Munificentia REGIS AUGUSTISSIMI GEORGII II | sub Auspiciis et Cura Cameræ REGIÆ DOMINICÆ | FUNDATA, POSITA, DICATA | Anno redemtæ Salutis | MDCCLIX.
Übersetzung ins Deutsche:
Inmitten kriegerischer Tumulte ist dieses heilige Bauwerk durch den Beistand göttlicher Gnade als Kirche der Landbewohner der ringsum liegenden, von Urzeiten her unbebauten Moore durch die Freigiebigkeit des erhabensten Königs Georg II. unter der Aufsicht und Fürsorge der königlichen Domänenkammer gegründet, errichtet, geweiht im Jahre des wiedererlangten Heils 1759.
Die Freigiebigkeit des Landesherrn allein genügte freilich nicht, den Bau zu vollführen, sondern die Parochianen ihrerseits verpflichteten sich zu Hand- und Spanndiensten und Worpsweder steuerten aus ihren Ländereien den Baugrund für Kirche, Pastorat und Küsterhaus sowie das Friedhofsgelände und Gartenland und Felder für Pastor und Organist bei. Noch im Verlauf des Baus erwies sich die Zahl der geplanten Sitzplätze als unzureichend, weil im Laufe der Kriege die Zahl der Kolonisten stark zunahm, da sie vom Kriegsdienst freigestellt waren. Findorff erhöhte durch Einbau von Emporen das Platzangebot von 650 auf 964 Sitze, die sämtlich auf die Haushalte der Parochie aufgeteilt von diesen zu erwerben waren, womit sie ein Weiteres zur Finanzierung des Kirchbaus beitrugen.
Auch übernahmen die Gemeindeglieder den künftigen Unterhalt der Bauten und des Personals und bewilligten ihnen Akzidentialeinkünfte, jeweils zu entrichten je Haus, anfallender Taufe (mit Strafaufschlag bei unehelichen Täuflingen), Eheschließung, Konfirmation, häuslichem Abendmahl oder Beisetzung. Mit dem Küsteramt war zudem die einzige Kruggerechtsame am Ort verbunden. Schon bald war die Kirche zu klein, denn neben wenigen Familien in Worpswede selbst, vor allem Handwerker und andere Gewerbetreibende, lebten in den Moorkolonien viele Bauern, die zur Parochie gehörten. Sie vollführten durch Dienste und Beiträge ab 1771 unter Bauleitung Findorffs die Erweiterung der Kirche auf ihre heutigen Ausmaße.
Ab 1771 offiziell als Moorkommissar bestallt, oblag Findorff die Trockenlegung und Kolonisation, d. h. Parzellierung und Besiedlung des Teufelsmoors. Im Rahmen dessen verantwortete er auch den Bau zweier weiterer Kirchen in dem Gebiet, nämlich das Kirchengebäude in Gnarrenburg (1785–1790) und die Kirche Grasberg (1785–1789). Der ursprüngliche einfache hölzerne Glockenstapel der Zionskirche wich dann 1797/1798 dem heutigen Turm aus Backstein.

## Name
Als einzige der drei durch Findorff im Laufe der Jahre im Teufelsmoor erbauten neuen Kirchen erhielt die Zionskirche gleich bei der Einweihung durch Pratje am 1. April 1759 einen Eigennamen. Dieser nimmt Bezug auf den Psalm 48, der die Freude über Gottes Hilfe in Kriegsnot besingt.
| י דִּמִּינוּ אֱלֹהִים חַסְדֶּךָ – בְּקֶרֶב, הֵיכָלֶךָ. יא כְּשִׁמְךָ אֱלֹהִים – כֵּן תְּהִלָּתְךָ, עַל-קַצְוֵי-אֶרֶץ צֶדֶק, מָלְאָה יְמִינֶךָ. יב יִשְׂמַח, הַר צִיּוֹן – תָּגֵלְנָה, בְּנוֹת יְהוּדָה: לְמַעַן, מִשְׁפָּטֶיךָ. | “ |
| – Psalm 48, 10-12 |   |

„10 Gott, wir gedenken deiner Güte in deinem Tempel. 11 Gott, wie dein Name, so ist auch dein Ruhm bis an der Welt Enden. Deine Rechte ist voll Gerechtigkeit. 12 Es freue sich der Berg Zion, und die Töchter Juda seien fröhlich um deiner Rechte willen.“
Aber auch an Jesaja 2,2-5 ist gedacht, worin in Weyerberg und Zionskirche als Stätte der Unterweisung der Gläubigen der Berg Zion mit dem Hause des Herrn wiedererkannt wird.
| ב ... נָכוֹן יִהְיֶה הַר בֵּית-יְהוָה בְּרֹאשׁ הֶהָרִים, וְנִשָּׂא, מִגְּבָעוֹת; וְנָהֲרוּ אֵלָיו, כָּל-הַגּוֹיִם. ג וְהָלְכוּ עַמִּים רַבִּים, וְאָמְרוּ לְכוּ וְנַעֲלֶה אֶל-הַר-יְהוָה אֶל-בֵּית אֱלֹהֵי יַעֲקֹב, וְיֹרֵנוּ מִדְּרָכָיו, וְנֵלְכָה בְּאֹרְחֹתָיו: כִּי מִצִּיּוֹן תֵּצֵא תוֹרָה, וּדְבַר-יְהוָה מִירוּשָׁלִָם. ד וְשָׁפַט בֵּין הַגּוֹיִם, וְהוֹכִיחַ לְעַמִּים רַבִּים; וְכִתְּתוּ חַרְבוֹתָם לְאִתִּים, וַחֲנִיתוֹתֵיהֶם לְמַזְמֵרוֹת--לֹא-יִשָּׂא גוֹי אֶל-גּוֹי חֶרֶב, וְלֹא-יִלְמְדוּ עוֹד מִלְחָמָה. בֵּית, יַעֲקֹב--לְכוּ וְנֵלְכָה, בְּאוֹר יְהוָה. | “ |
| – Jesaja, 2,2-5 |   |

„2 … , es wird der Berg mit des HERRN Haus fest stehen, höher als alle Berge und über alle Hügel erhaben, und alle Heiden werden herzulaufen, 3 und viele Völker werden hingehen und sagen: Kommt, lasst uns hinaufgehen zum Berg des HERRN, zum Hause des Gottes Jakobs, dass er uns lehre seine Wege und wir wandeln auf seinen Steigen! Denn von Zion wird Weisung ausgehen und des HERRN Wort von Jerusalem. 4 Und er wird richten unter den Nationen und zurechtweisen viele Völker. Da werden sie ihre Schwerter zu Pflugscharen machen und ihre Spieße zu Sicheln. Denn es wird kein Volk wider das andere das Schwert erheben, und sie werden hinfort nicht mehr lernen, Krieg zu führen. 5 Kommt nun, ihr vom Hause Jakob, lasst uns wandeln im Licht des HERRN!“

## Kirchengebäude und Ausstattung

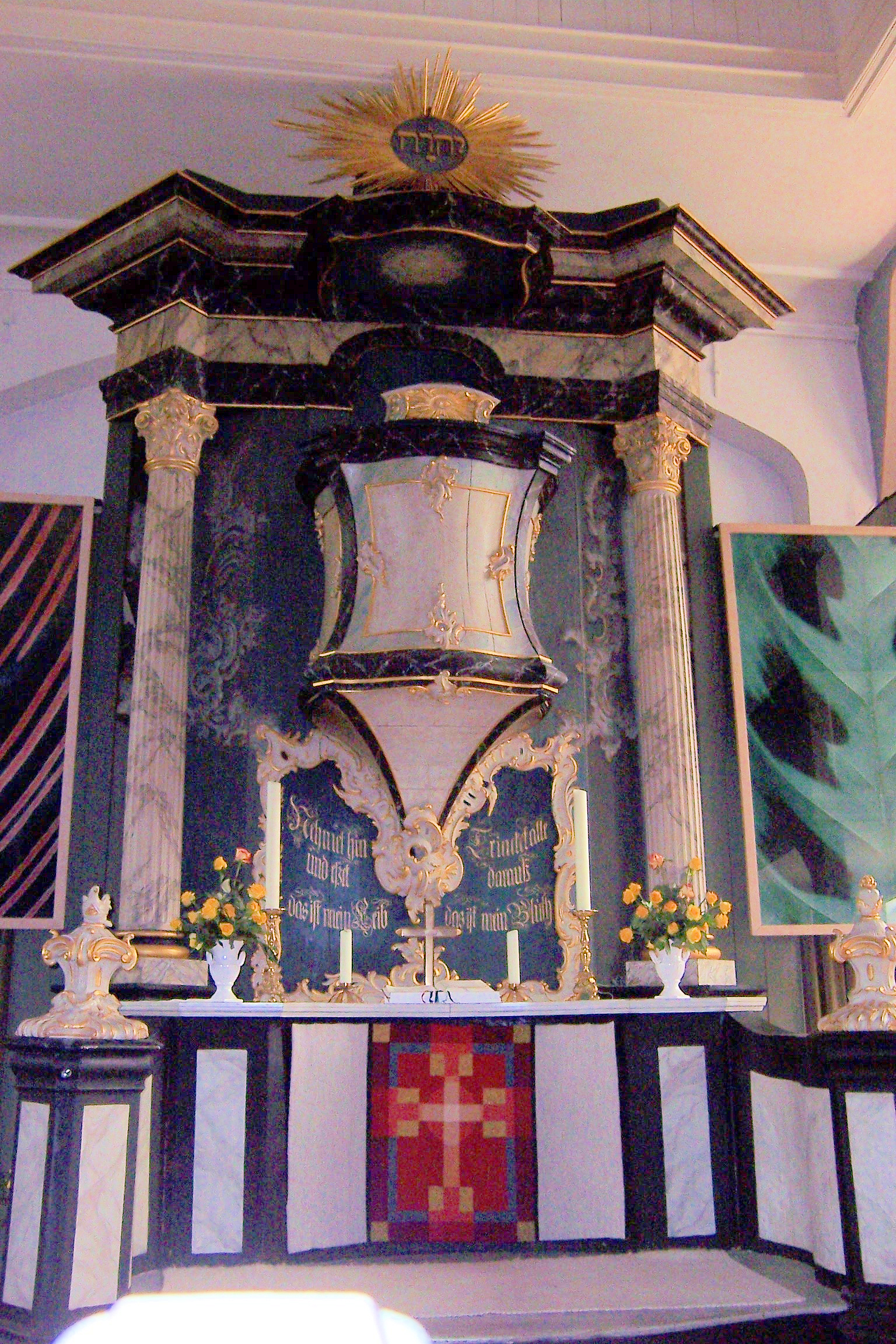
Kanzelaltar bekrönt mit dem Tetragrammaton des hebräischen Namens Gottes

Die Hallenkirche aus Backstein ist nicht geostet, sondern entlang einer Südwest-Nordost-Achse ausgerichtet, eine abweichende Neuerung wie sie seit dem Barock im Kirchenbau häufiger vorkommt. Die schmucklose Kargheit und schlichte Innenausstattung strahlt die sittliche Strenge aus, zu der die Kirchenoberen der Erbauungszeit die Bauern erzogen wissen wollten.
Vor der Wand der südwestlichen Schmalseite des Baus steht ein typisch protestantischer Kanzelaltar in Rokokoformen. Der Kanzelaltar ist durch Säulen und Pilaster gegliedert mit der Kanzel in der Mitte. Den Kanzelaltar krönt das Tetragrammaton יהוה JHWH und der Landesherr ließ sich links vom Altar mit den in einer Rocaille ornamentierten Initialen GR (d. h. lateinisch Georgius Rex, im Photo verdeckt durch ein Gemälde einer Ausstellung) verewigen. Rechts vom Kanzelaltar findet sich das Wappen des brem-verdenschen Amtes Osterholz. Diese drei Symbole widerspiegeln geistliche und weltliche Herrschaft.
Findorffs Emporen erstrecken sich zwischen den Umfassungsmauern und zwei Reihen von je vier italianisierenden Pfeilern, eigentlich hölzerne Ständer, die den Kirchenraum gliedern. Die Bauart der Emporen und der tragenden Ständer zeigen im Stil schon klar einen Einfluss des Klassizismus. Zur Decke hin versteifen Kopfbänder in Längsrichtung des Kirchraums die Ständer, die über ihre Breitseiten so verkleidet sind, dass sich Zwickel ergeben. Zusammen mit den abgerundet geformten Verschalungen an den Schmalseiten unter den Kopfbändern erzeugen die Zwickel die Erscheinung von Scheid- bzw. Gurtbögen über den Abstand zwischen den Ständern. Typisch klassizistisch war ursprünglich die ganze Decke flach, bevor sie bei einem Umbau 1898 im mittleren Bereich durch ein Tonnengewölbe ersetzt wurde.
Dieses Gewölbe konnte der Ständer wegen, die ja die Emporen tragen, nur mittig ausgeführt werden, was seither das klassizistische Erscheinungsbild der Halle beeinträchtigt, und der Hallenkirche insgesamt den Eindruck einer dreischiffigen Gliederung verleiht. Mittig an den Übergängen des Tonnengewölbes zu den Zwickeln der Quasi-Scheidbögen zieren Cherubimköpfe von Clara Westhoff den Innenraum. Die dem mittleren Kirchenraum zugewandten Zwickel selbst hat Paula Becker flächig mit floralen Ornamenten geschmückt, wie auch die Unterseiten der Bögen.
Nachdem Westhoff und Becker, beide noch Studentinnen und Mitglieder der damaligen Künstlerkolonie Worpswede, am 12. August 1900 aus einer Laune heraus die Glocken geläutet hatten, was damals außerhalb der Gebetszeiten allgemein als Feueralarm galt, hatte der Kirchenvorstand beide für diesen Fehlalarm mit einer Buße belegt. Gedacht war an ein Bußgeld in Höhe von je 100,- Mark (ℳ). Da beide nichts zahlen konnten, einigten sich Kirchenvorstand und Künstlerinnen darauf, beider Kunstwerke am Kirchbau als alternative Erfüllung anzusehen.
Der Kirchturm mit seiner barocken Haube wurde 1798 an der nordöstlichen Schmalseite des Gebäudes angebaut und bietet einen Zugang zur Kirche. Mit ihrer Lage auf der Kuppe des Weyerbergs bilden die Zionskirche und ihr weithin sichtbarer Turm eine Landmarke und dienen oft als Motiv in der Landschaftsmalerei Worpswedes.
Im Kirchturm hängen drei Kirchenglocken aus Bronze, von denen eine über 200 Jahre alt ist, während die beiden anderen Ersatz für Glocken sind, die in den beiden Weltkriegen für Kriegszwecke eingezogen wurden.

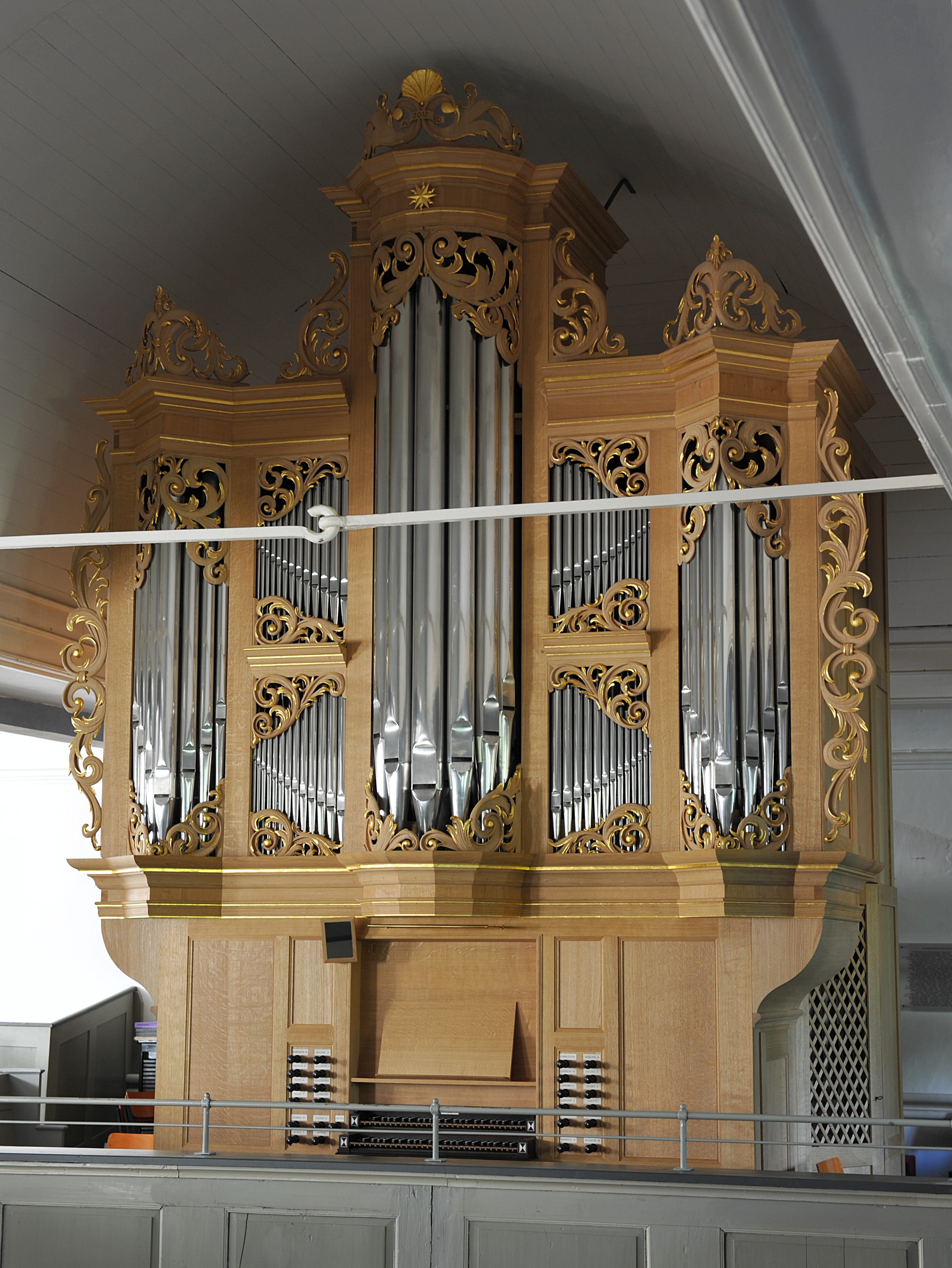
Neue Orgel von Hendrik Ahrend

| Glocke | Gießer                                   | Gussjahr | Durchmesser | Gewicht | Schlagton |
| ------ | ---------------------------------------- | -------- | ----------- | ------- | --------- |
| 1      | Glocken- und Kunstgießerei Rincker, Sinn | 1953     | 1125 mm     | 800 kg  | f'+4      |
| 2      | Glocken- und Kunstgießerei Rincker, Sinn | 1953     | 1004 mm     | 500 kg  | g'+3      |
| 3      | Christoph Heinrich Meyer, Bremen         | 1799     | 820 mm      | 250 kg  | a'+2      |

### Orgel
Dietrich Christoph Gloger schuf 1763 die erste Orgel, die nicht erhalten ist. Schadensanfällig bedurfte sie wiederholter Reparaturen, bis sie in den 1890er Jahren ganz ausfiel. Eine neue Orgel der Gebrüder Peternell erwies sich als irreparabel und wurde schon 1959 ersetzt. Die nachfolgende Orgel von Alfred Führer erwies sich wieder als reparaturanfällig, weshalb der Kirchenvorstand 2004 wiederum ein neues Instrument in Auftrag gab. Diese Orgel von Hendrik Ahrend wurde am 4. März 2012 eingeweiht. Ahrends folgte mit dem Bau der Orgel Traditionen von Arp Schnitger und seinem Schüler Erasmus Bielfeldt. Disposition, Klang und Bauweise ähneln Glogers Instrument, dessen Details sich im Archiv erhalten haben.

## Kirchhof Worpswede
Der Friedhof ist ein Kirchhof, der sich um das Kirchengebäude herum erstreckt. Er ist nach Plänen Findorffs angelegt und zieht viele Besucher an, da er auf der Kuppe des Weyerbergs gelegen und Ruhestätte vieler Personen der Kunstszene Worpswedes ist. Darunter sind Gräber von 80 Malern, Schriftstellern, Musikern und Kunsthandwerkern, deren manche zur Künstlerkolonie Worpswede zählten.

### Beigesetzte Personen der Kunstszene Worpswedes

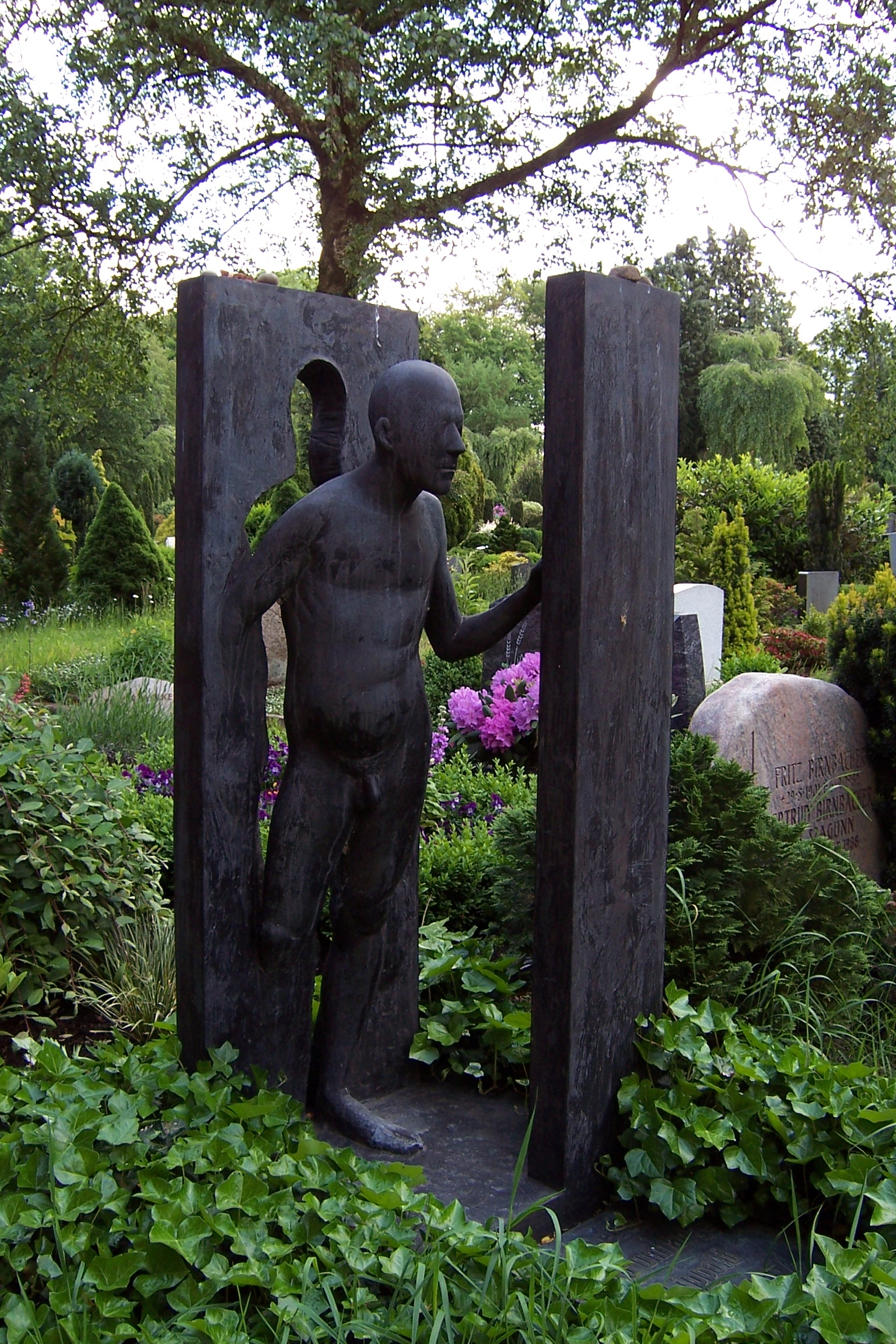
Der Übergang, Skulptur von Waldemar Otto auf dem Grab der Familie Lippold

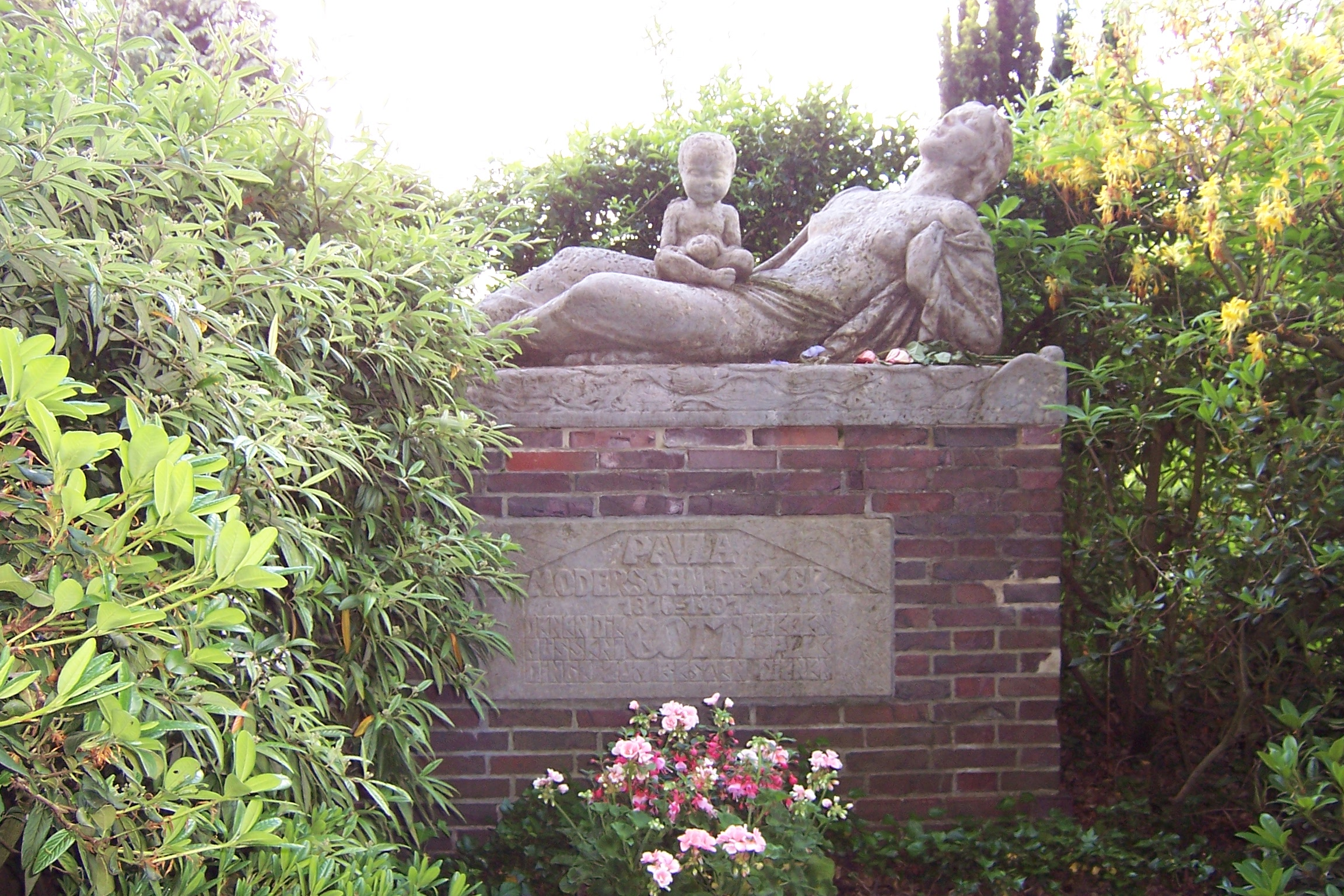
Paula Modersohn-Beckers Grab, Skulptur von Bernhard Hoetger

- Ludwig Ahner; 1911–1979, Bildhauer und Steinmetz
- Karl Arste; 1899–1942, Maler und Schriftsteller
- Waldemar Augustiny; 1897–1979, Schriftsteller
- Wilhelm Bartsch; 1873–1953, Maler
- Annemarie Bertelsmann; 1913–1997, Malerin
- Erna Bertelsmann, geb. Lundbeck; 1880–1956, Bildhauerin und Malerin
- Jürgen Bertelsmann; 1913–1942, Maler
- Walter Bertelsmann; 1877–1963, Maler und Graphiker
- Sophie Böltjer-Mallet; 1887–1966, Malerin
- Willy Dammasch; 1887–1982, Maler und Graphiker
- Heinz Dodenhoff; 1889–1981, Maler und Lyriker
- Rudolf Dodenhoff; 1917–1992, Photograph
- Hans am Ende; 1864–1918, Maler
- Bruno Fischer-Uwe; 1915–1992, Maler
- Martin Goldyga; 1894–1956, Galerist
- Bernhard Huys; genannt Benny; 1895–1973, Maler
- Herbert Jaeckel; 1904–1981, Kupferstecher
- Bernhard Kaufmann; 1896–1980, Verleger
- Martin Kausche; 1915–2007, Graphiker und Maler
- Edwin Koenemann; 1883–1960, Schriftsteller
- Karl Krummacher; 1866–1955, Maler und Schriftsteller
- Angelika Lehmann-Billaudelle; 1920–1964, Bildhauerin
- Peter Lehmann; 1921–1995, Bildhauer
- Ernst Licht; 1892–1965, Komponist
- Fritz Mackensen; 1866–1953, Maler
- Otto Meier; 1903–1996, Keramiker
- Willy Meyer-Osburg; 1934–2005, Maler
- Leberecht Migge; 1881–1935, Landschaftsarchitekt, Raumplaner und Protagonist der Lebensreform-Bewegung
- Paula Modersohn-Becker, 1876–1907, Malerin
- Walter Müller, genannt Müller-Worpswede; 1901–1975, Graphiker und Innenarchitekt
- Bettina Müller-Vogeler; 1903–2001, Textilkünstlerin und Handweberin
- Friedrich Netzel, genannt Fritz; 1891–1945, Galerist und Kunsthändler
- Friedrich Netzel jun.; 1929–1994, Galerist und Kunsthändler
- Friedrich Netzel sen.; 1854–1931, Kaufmann und Buchbinder
- Walter Niemann; 1915–1986, Maler und Graphiker
- Willy Ohler; 1888–1975, Keramiker und Maler
- Lisel Oppel; 1897–1960, Malerin
- Udo Peters; 1884–1964, Maler
- Hans-Georg Rauch; 1939–1993, Illustrator
- Albert Peter Rehberg, 1895–1956, Bildhauer
- Werner Rohde; genannt Tüt; 1906–1990, Maler und Photograph
- Eugenie Saebens, geb. von Garvens; 1881–1964, Schriftstellerin
- Hans Saebens; 1895–1969, Photograph, Graphiker und Maler
- Agnes Sander-Plump; 1888–1980, Malerin
- Wilhelm Scharrelmann; 1875–1950, Schriftsteller und Novellist
- Albert Schiestl-Arding; 1883–1937, Maler
- Max Karl Schwarz; 1895–1963, Landschaftsarchitekt
- Fritz Uphoff; 1890–1966, Maler
- Lore Uphoff-Schill; 1890–1968, Malerin
- Jan Vogeler; 1923–2005, Philosoph und Professor der Lomonossow-Universität
- Martha Vogeler, geb. Schröder; 1879–1961, Malerin und tapestry weaver
- Martha Vogeler-Schnaars, genannt Mascha; 1905–1993, Textilkünstlerin und Weberin
- Heide Weichberger; 1922–1980, Keramikerin
- Tobias Weichberger; 1951–1998, Maler, Radierer und Illustrator
- Paul Ernst Wilke; 1894–1971, Maler und Graphiker
- Arrigo Wittler; 1918–2004, Maler und Illustrator
- Maryan Žurek; 1889–1943, Maler und Bildhauer
- Sergius Žurek, Kunsttischler
- Charlotte Žurek-Schenk; 1910–1971, Malerin

## Kirchengemeinde
Die Kirchengemeinde hat ihren Sitz in der ehemaligen, denkmalgeschützten Schule An der Kirche 5. Sie hat seit um 1900 einen Posaunenchor sowie u. a. einen Frauenkreis, den Bibelgesprächskreis, den Gesprächskreis Oase und eine Meditationsgruppe sowie eine Kita. Die Scheune dient der Jugendbegegnung. Die Stiftung Zionskirche unterstützt die Gemeindearbeit und den Erhalt der Gebäude.
Das denkmalgeschützte Pfarrhaus An der Kirche 1 wurde 1842 gebaut und ist Teil des Ensembles der Kirche.